# Bamberg zaubert
Bamberg zaubert ist ein mehrtägiges internationales Straßen- und Varietéfestival in Bamberg.
Es wurde 1999 von den Zauberfreunden Bamberg, dem Ortszirkel des Magischen Zirkels von Deutschland durch das Mitglied Klaus Kühn und dem damaligen Citymanager Stefan Pruschwitz gegründet. 
Seither findet Bamberg Zaubert jährlich am dritten Juli-Wochenende in der Innenstadt Bambergs statt. Mit nach Veranstalterangaben über 200.000 Besuchern gehört Bamberg zaubert zu den größten eintrittsfreien Straßen- und Kleinkunstfestivals in Deutschland. Alle Besucher erhalten so, unabhängig ihrer finanziellen Verhältnisse, die Möglichkeit, die Vielfalt von Straßenkunst und Varietédarbietungen kennenzulernen.
Höhepunkt der Festivaltage sind die Magischen Nächte, an denen die Highlights aus Zauberei, Artistik und Feuerkunst auf der Hauptbühne am Bamberger Maximiliansplatz aufgeführt werden. Am frühen Nachmittag des Festivalsamstags steht mit der Nachwuchsshow die Förderung junger Artisten im Vordergrund.